# Eurytoma herbertonensis
Eurytoma herbertonensis är en stekelart som beskrevs av Girault 1935. Eurytoma herbertonensis ingår i släktet Eurytoma och familjen kragglanssteklar. Inga underarter finns listade i Catalogue of Life.